# Vittorio Hösle
Vittorio Hösle (* 25. Juni 1960 in Mailand) ist ein deutscher Philosoph. Er lehrt seit 1999 an der University of Notre Dame in Indiana (USA).

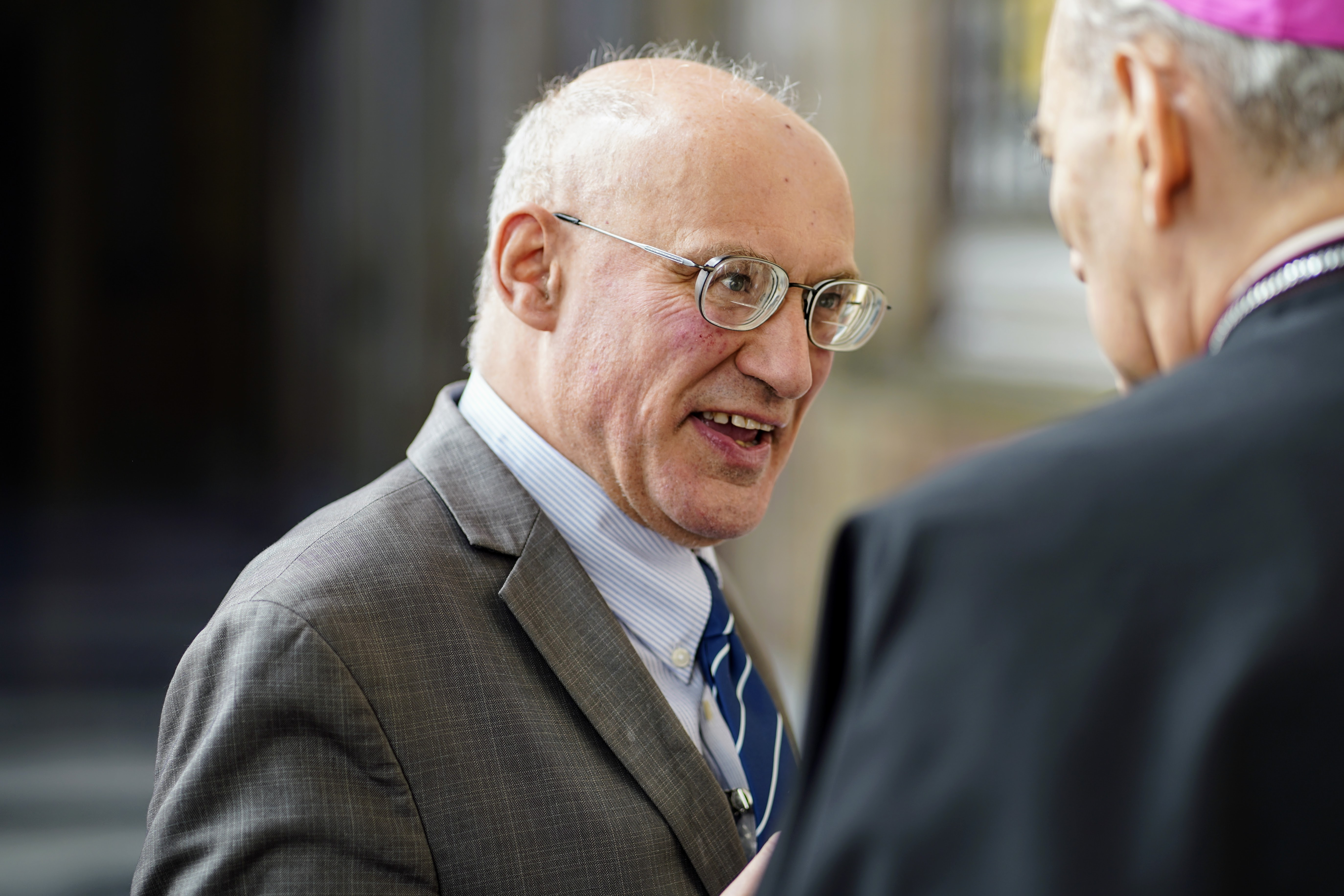
Vittorio Hösle, Vatikan, 2020

Hösle ist Verfasser zahlreicher Bücher, unter anderem zum deutschen Idealismus, zur Philosophiegeschichte, zur Diskursethik und zur Praktischen Philosophie. In seiner Philosophie verbindet er einen „objektiven Idealismus“ mit einer Theorie der Intersubjektivität, ein Ansatz, der die traditionelle idealistische Philosophie von Platon und Hegel mit der von Karl-Otto Apel etablierten Transzendentalpragmatik in Einklang zu bringen versucht.
Hösle war Beiratsmitglied des „Komitees für eine demokratische UNO“, aus dem 2017 die internationale NGO Democracy Without Borders hervorgegangen ist.

## Leben

### Werdegang
Vittorio Hösle ist der Sohn des Romanistikprofessors Johannes Hösle und dessen Frau Carla Hösle, geb. Gronda. Er wuchs bis zu seinem sechsten Lebensjahr in Mailand auf, wo sein Vater das dortige Goethe-Institut leitete. 1966 kam er nach Deutschland, wo er 1978 – nachdem er zwei Klassen übersprungen und ein Jahr an einer deutschen Auslandsschule in Barcelona verbracht hatte – mit 17 Jahren im humanistischen Regensburger Albertus-Magnus-Gymnasium das Abitur ablegte. Dort lernte er, dass „die griechische und die römische Kultur die Wurzel der unseren sind, daß sie Bildungsgehalte in sich tragen, die zeitlosen Wert haben“. Hösle studierte Philosophie, Allgemeine Wissenschaftsgeschichte, Klassische Philologie und Indologie in Regensburg, Tübingen, Bochum und Freiburg. 1982 promovierte er mit der Arbeit Wahrheit und Geschichte. Studien zur Struktur der Philosophiegeschichte unter paradigmatischer Analyse der Entwicklung von Parmenides bis Platon in Tübingen summa cum laude. Dort habilitierte er sich im Jahr 1986 mit Subjektivität und Intersubjektivität. Untersuchungen zu Hegels System.
Im Juni 1986 wurde Hösle Privatdozent für das Fach Philosophie an der Universität Tübingen. Im selben Jahr wurde er Visiting Assistant Professor und 1988 Associate Professor an der New School for Social Research in New York. Wegen der hohen Geschwindigkeit seiner Karriere galt der junge Professor als der „Boris Becker der Philosophie“. Von 1989 bis 1990 hatte er eine Gastprofessur an der Universität Ulm, war von 1990 bis 1991 am German Department der Ohio State University tätig und erhielt erneut eine Gastprofessur von 1992 bis 1993 der Abteilung für Umweltwissenschaften der ETH Zürich. 1993 nahm Hösle einen Ruf auf einen Lehrstuhl an der Universität-Gesamthochschule Essen an. 1997 wurde er Direktor des Forschungsinstituts für Philosophie in Hannover. Seit 1999 arbeitet er als Professor an der University of Notre Dame/USA.
Neben der Veröffentlichung seiner eigenen Schriften übersetzte Hösle Werke von Raimundus Lullus (Logica Nova) und Giambattista Vico (Scienza Nuova), zu denen er jeweils auch umfangreiche Einführungen verfasste. Einem breiteren Publikum ist er durch das Buch Das Café der toten Philosophen bekannt geworden, in dem er den Briefwechsel mit Nora, einem 11- bis 13-jährigen Mädchen, zu allgemeinen philosophischen Fragen veröffentlichte. Hösle hatte eine Vielzahl von Gastdozenturen unter anderem in den USA, Russland, Norwegen, Brasilien und Südkorea.

### Gesellschaftliches Engagement
Neben seiner akademischen Tätigkeit ist Hösle auch auf vielfältige Weise gesellschaftlich engagiert. Seit 1986 hat er mehrere Expertisen für das Bundeskanzleramt verfasst, in denen er sich u. a. kritisch über den Zustand der zeitgenössischen Philosophie äußert. Im Herbst 1987 arbeitete er in Rom für das italienische Staatsfernsehen RAI den Rahmen eines unter der Schirmherrschaft des Europarates stehenden Projektes aus, philosophische Fragen für das Fernsehen darzustellen. Seit 1989 hält er darüber hinaus Seminare für Führungskräfte aus der Wirtschaft. 1990 war er Mitglied der Kommission von Hoechst zur ethischen Bewertung der „Abtreibungspille“ RU 486. Seit 1990 ist er Mitglied der DAAD-Kommission für Südeuropa. Von 1993 bis 1996 war er Mitglied des Gesprächskreises „Ökonomie-Ökologie“ des baden-württembergischen Umweltministeriums.
Hösle wirkte als Beiratsmitglied im „Komitee für eine Demokratische UNO“ mit und gehört zum Unterstützerkreis der „Global Marshall Plan-Initiative“. Im September 2013 wurde er von Papst Franziskus in die Päpstliche Akademie der Sozialwissenschaften berufen.

## Philosophie

### Überblick
Vittorio Hösle vertritt engagiert die philosophische Position eines objektiven Idealismus und betrachtet seine Position als einen Ansatz in der Nachfolge von Platon und Hegel. Die Geschichte der Philosophie sieht Hösle als eine zyklische Struktur mit sich wiederholenden Phasen vom Realismus über den Empirismus, den Skeptizismus und eine endliche Transzendentalphilosophie bis hin zum objektiven Idealismus als letzter und höchster Stufe eines solchen Zyklus. Der Philosophie der Moderne trägt Hösle Rechnung, indem er den absoluten Geist bei Hegel ersetzt mit der Kategorie der Intersubjektivität, die er in Auseinandersetzung mit der Transzendentalpragmatik Karl-Otto Apels in seine philosophische Position aufnahm.
Der Gegenwartsphilosophie steht Hösle sehr kritisch gegenüber, weil diese aus seiner Sicht durch den Verzicht auf eine Letztbegründung wesentlich zum Verlust von Werten und damit einer Orientierung in der Gesellschaft beiträgt. Die fehlende Orientierung führt nach Hösle zu einer Dominanz der rein ökonomischen Rationalität, die auch Naturwissenschaften und Technik beherrscht. Für Hösle hat hingegen die ethische Rationalität Vorrang. Das Sittengesetz ist für ihn etwas unabweisbar Gegebenes. Moralische Werte haben Realität und sind nicht nur menschliche Konstrukte. So wendet er sich entschieden gegen „therapeutisches Klonen“, das für ihn ein Tötungsdelikt ist, und fordert den Schutz des ungeborenen Lebens. In seinem grundlegenden Werk „Moral und Politik“ versucht er nach historischen und metaethischen Betrachtungen eine Orientierung zu geben, wie Politik ethische Grundsätze aufnehmen kann und auf die Problematik der Entwicklungsländer sowie auf die Bedrohung durch die ökologische Krise reagieren sollte. Hierbei fordert er mehr Einfluss der Vereinten Nationen, aber auch eine Mitwirkung der Wirtschaft, die die operative Kompetenz für die Umsetzung von Veränderungen besitzt, sowie der Religionen, deren Aufgabe er in der Vorgabe stabiler Normen sieht.

### Kritik an der Gegenwartsphilosophie
Hösle übt in seinen Werken immer wieder harsche Kritik an der Philosophie der Gegenwart, die in seinen Augen „der Idee der Philosophie nicht mehr gerecht wird“. „Zwar dürfte kaum eine Zeit mehr für Philosophie ausgegeben haben als die unsere“, dies könne aber „nicht darüber hinwegtäuschen, dass der Stellenwert der einstigen Königin der Wissenschaften im Kreis der heutigen Wissenschaften gering ist, dass das Resultat der philosophischen Reflexion insgesamt recht dürftig ist, dass zwischen Aufwand und Ergebnis eine schmerzliche Diskrepanz besteht“. Die Philosophie habe – „trotz des immer größeren Raums, den sie in einer Freizeit- und Unterhaltungskultur einnimmt“, „den Lebenszentren der Gesellschaft immer weniger zu sagen“. Hösle macht vier wesentliche Mängel an der Gegenwartsphilosophie aus:
1. Es fehle ihr an „an einer großen Synthese, ja selbst an Versuchen einer solchen“:
Hösle konzediert, dass der eigentliche Anspruch der Philosophie, „ihre Zeit in Gedanken“[8] zu fassen, „mit dem Fortschritt der Wissenschaften und der Differenzierung des Wissens“ von Einzelnen nicht mehr zu erfüllen ist. Es gebe aber auch keine Institutionen, die dies leisten könnten. An den Universitäten sei ein „Überhandnehmen der Lehre und bürokratischer Arbeit auf Kosten der Forschung“, eine „Zerstörung der Lebensgemeinschaft zwischen Studenten und Professoren“, ein „Fehlen jeder wahren Konkurrenz zwischen den Universitäten“ und ein Zwang zu „frühzeitiger Spezialisierung“ zu verzeichnen, was sie „nicht mehr als Hort des Geistes erscheinen“ lasse.
2. Sie trage immer weniger „zur Überwindung sektoriellen Denkens“ bei:
Die zunehmende Spezialisierung in den Einzelwissenschaften, von denen auch die Philosophie nicht ausgenommen sei, hat in der Sicht Hösles zu einem „sektoriellen Denken“ geführt, das den eigenen „nur beschränkt gültigen Standpunkt verabsolutiert und zu Unrecht auf alles ausweitet“. Diesem Reduktionismus trete die Philosophie der Gegenwart nicht entgegen, vielmehr begünstige sie ihn sogar, da immer weniger Philosophen in der Lage oder willens seien, „über Schulgrenzen hinweg zu kommunizieren“.
3. Sie schweige „immer mehr auch zu den drängendsten Einzelfragen der Zeit“:
Aufgrund der mangelnden Kenntnis des Ganzen unserer Kultur begreife die aktuelle Philosophie die „rapiden Wandlungen, die mit der modernen Welt vor sich gehen […] immer weniger“. Hösle ist der Ansicht, dass dies wesentlich mit einer Spaltung in eine „systematische Philosophie ohne Kenntnisse der Geschichte der Philosophie (besonders im analytischen Lager) und in eine Philosophiehistorie, für die sich Wahrheit auf historische Richtigkeit reduziert“ zusammenhänge. Denn einerseits könne „Philosophie ohne Kenntnis ihrer Geschichte nicht fruchtbar betrieben werden“, andererseits lähme die Beschränkung der Philosophie auf ihre Geschichte jegliche „produktive Weiterentwicklung“. Die Philosophie in der heutigen Form habe daher „ihre Existenzberechtigung gegenüber den Einzelwissenschaften verspielt“.
4. Sie sei für die Zerstörung von „Vernunft und Glauben an moralische Werte und Pflichten“ verantwortlich:
Dieser vierte Mangel der Gegenwartsphilosophie ist aus Hösles Sicht der „ernsteste Vorwurf“, der ihr zu machen ist. Hösle sieht seit dem Ende des Deutschen Idealismus einen „Prozeß der Selbstzersetzung der wertrationalen Vernunft“ im Gange. Die moderne Philosophie habe den Glauben an die „sittliche Bestimmung“ der menschlichen Existenz zersetzt, was „wie eine Infektionskrankheit“ „in die Seelen der meisten Menschen eingedrungen“ und „inzwischen sogar zu einem Prinzip der öffentlichen Meinung nahezu aller Länder der Ersten Welt“ geworden sei. Hösle konstatiert einen allgemeinen Relativismus, der sich von dem früherer Zeiten in seiner „moralischen Banalität“ unterscheide. Die modernen Vertreter der Philosophie vermögen nach Ansicht Hösles nicht, „sich von den Privilegien, die mit einer Philosophieprofessur verbunden sind“ zu trennen und hätten „jene geistige und emotionale Anspannung verloren […], die ihre Vorfahren kennzeichnete“. Dieser Relativismus führe dazu, dass „alle Wegweiser ‚dekonstruiert‘“ würden, die Wege aus den Gefahren der Moderne aufweisen könnten. Dies zerstöre auf die Dauer das „geistige und seelische Immunsystem“ und „jede Fähigkeit, auf die Herausforderungen der Zeit angemessen zu reagieren“.

### Auseinandersetzung mit der Transzendentalpragmatik Karl-Otto Apels

#### Die Antwort der Transzendentalpragmatik auf die Krise der Vernunft
Für Hösle hat jede echte Philosophie mit Letztbegründung zu tun, und damit auch mit dem Unbedingten, Absoluten und Letzten, was „das philosophische Problem par excellence ist“ und „der Philosophie eine unaufhebbare Eigenständigkeit gegenüber allen Absorptionsversuchen der Einzelwissenschaften sichert“.
Nur die sich daraus ergebenden synthetisch-apriorischen Sätze könnten im strikten Sinn einen kategorischen Imperativ begründen und nur dieser wiederum mache die Unterscheidung legitimer von illegitimen Zielen und Bedürfnissen möglich.
Der mit dem Verzicht auf Letztbegründung einhergehenden Zerstörung der Wertrationalität in der Moderne stelle sich die Transzendentalpragmatik Apels entgegen. Hösle fasst Apels Letztbegründungsargument wie folgt zusammen:

„Wer argumentiert, setzt immer schon voraus, dass er im Diskurs zu wahren Ergebnissen gelangen kann, d. h. dass es Wahrheit gibt. Er setzt ferner voraus, dass der Gesprächspartner, mit dem er redet, im Prinzip der Erkenntnis der Wahrheit fähig ist; er hat ihn damit im empathischen Sinne als Person anerkannt. Die Argumentationssituation ist für jeden Argumentierenden unhintergehbar; ein Versuch, mit dem Anspruch auf Wahrheit sich aus dieser Situation herauszureflektieren, ist hoffnungslos inkonsistent.“

Hösle schließt sich Apels Analyse der Struktur letztbegründeter Sätze an: ein Satz p habe dann als letztbegründet zu gelten, wenn er
- (a) nicht ohne pragmatischen Widerspruch bestritten und
- (b) nicht, ohne dass seine Geltung vorausgesetzt würde, bewiesen werden kann.

Die Bedingung (a) ist für Hösle die einzige Möglichkeit, den infiniten Begründungsregress des direkten Beweises zu vermeiden während (b) zwar zunächst befremden könnte, aber nur die andere Seite desselben Zusammenhangs und keine petitio principii darstelle.

#### Kritik und Weiterentwicklung der Transzendentalpragmatik

##### Das Primat einer materialen Ethik
Das metaethische Anliegen Hösles ist ein moralischer Realismus, „für den die grundlegenden Sätze der Ethik kategorische, von menschlichen Neigungen und geschichtlichen Entwicklungen unabhängige, apriori erkennbare Imperative sind, die in einer gewissen Weise auch die Natur und Geschichte bestimmen“.
Zwar begründe das Sein nicht das Sollen, doch sind für Hösle Sein und Sollen keine gänzlich voneinander geschiedenen Sphären. Das Sollen ist für ihn vielmehr, wenigstens zum Teil, die Grundlegung des Seins. Der Aufweis der „irreduziblen Transzendenz des Normativen“ gegenüber allem Faktischen muss für Hösle reflexiv erfolgen, weshalb er an den Einsichten der Transzendentalpragmatik festhält.
Mit dem Letztbegründungsbeweis will Hösle vor allem jene metaethische Theorie zurückweisen, für die es keine kategorischen, sondern immer nur hypothetische Imperative gibt, denn für ihn ist jeder normative oder evaluative Satz synthetisch a priori (obgleich nicht jeder synthetisch-apriorische Satz normativ oder evaluativ ist). Die Negation der Existenz solcher Sätze führt „notwendig zur Vernichtung der Ethik“.
Trotz der argumentativen Strenge, mit der für Hösle die Transzendentalpragmatik an unbedingten ethischen Pflichten festhält, unterschlägt sie für ihn dennoch ganze Disziplinen. Naturphilosophie spiele kaum eine Rolle und Überlegungen zur Philosophie der Mathematik sowie Reflexionen über Ästhetik und Religionsphilosophie suche man vergebens, genauso wie eine Unterscheidung von naturrechtlichen und moralischen Normen innerhalb der praktischen Ethik ignoriert würden. Dies ist für Hösle aber unerlässlich, denn auch und gerade für eine letztbegründete Ethik müssen sich materiale Gehalte angeben lassen.

##### Auseinandersetzung mit der Konsenstheorie
Hösle will den formalen Begründungsansatz der Transzendentalpragmatik um materiale Inhalte erweitern.
Zu diesem Zweck knüpft er an der Wahrheitstheorie der Transzendentalpragmatik an. Die Theorie, dass Wahrheit das ist, was im Konsens anerkannt wird (Konsenstheorie), ist für Hösle entweder tautologisch oder falsch – zumindest für den theoretischen Diskurs. Richtig daran sei nur, dass das Wahre in einem trivialen Sinn von allen Vernunftwesen anerkannt wird. Diese Äquivalenz kann aber nur sinnvoll aufrechterhalten werden, wenn zugleich anerkannt ist, dass die Wahrheit einer Aussage nicht selbst von der Anerkennung abhängt, sondern über die bloß faktische Zustimmung hinausreichende Wahrheitskriterien voraussetzt. Das gilt für Hösle auch für den Konsens, denn „ein Konsens ist nur dann ein rationaler, wenn er bestimmten dem Konsens vorausgehenden Kriterien folgt – nämlich denjenigen von Evidenz und Kohärenz […]. Der Konsens ist nie, auch nicht in der von Apel bemühten Konfliktsituation, ein Wahrheitskriterium“.
Dennoch hat die Transzendentalpragmatik in den Augen von Hösle die richtige Intuition, die Intersubjektivität als höchste Form der ethischen Verpflichtung zu sehen. Dies kann für Hösle jedoch nicht mehr transzendental, sondern nur noch spekulativ aufgewiesen werden. Die Einsicht, dass Intersubjektivität eine höhere Kategorie gegenüber der Subjektivität darstellt, kann zur Überwindung des „Theoretizismus“ führen, die die Tradition des objektiven Idealismus kennzeichnete, da für diesen die einsame Erkenntnis des Absoluten den höchsten Punkt der Ethik darstellte.

### Philosophie der ökologischen Krise

#### Der ontologische Status der Natur
Für den objektiven Idealismus, der für Hösle aus dem Letztbegründungsbeweis selbst abzuleiten ist, ist die Natur die Grundlage aller endlichen Subjektivität und Intersubjektivität, denn sie geht ihr als solches voraus. Da die Natur aber von der „idealen Sphäre“ konstituiert ist, kann sie zugleich nichts Geistfremdes sein. Sie ist für ihn eine „Schöpfung des Absoluten, in die nicht ohne Grund eingegriffen werden kann. Die Natur ist etwas, das allem Machen vorausgeht und das insofern als Gleichnis des Unbedingten gelten muss“. Trotz der „Prinzipiierung“ durch das Absolute ist Natur für Hösle kein Selbstzweck, wiewohl sie als Welt des Realen die stufenweise Verwirklichung immer höherer Formen der Reflexivität ist, „von den Erhaltungssätzen der Mechanik über die Selbsterhaltung des Lebendigen und das Sich-Empfinden des Tieres hin zu dem sich selbst erfassenden Geist der Philosophie“.
Als reales Gebilde muss Natur auch erfahrbar sein und dass sie dies sein muss heißt für ihn zugleich, dass sie so strukturiert ist, aus sich Wesen hervorbringen zu können, die sie auch erfahren können:

„Wir können a priori davon ausgehen, dass die Wahl von Naturgesetzen (einschließlich der in ihnen gegebenen Naturkonstanten) und von Antezedensbedingungen durch die Bedingungen eingeschränkt ist, einen Kosmos zu schaffen, der von endlichen Geistern erkannt werden kann. Die Existenz solcher Geister – zumindest zu einem späten Zeitpunkt des Universums – ist somit notwendig, und zwar ontologisch, nicht nur erkenntnistheoretisch.“

#### Natur und Sittengesetz
Die große Entdeckung der Neuzeit ist für Hösle die Subjektivität und ihre Freiheit. Doch der formale Freiheitsbegriff der Moderne greift für ihn zu kurz, denn Freiheit muss, in Anlehnung an Kant, „im richtigen Wollen bestehen“. Wer durch die Heteronomie der blinden Befriedigung angeborener oder gesellschaftlich induzierter Triebe Illegitimes will, ist dadurch unfrei, dass „seine Bedürfnisse nicht aus dem Wesenskern seiner Persönlichkeit stammen“.
Aus diesem Grund muss die kantische Ethik in der Art weitergeführt werden, dass das „Sittengesetz“, das einer eigenen idealen Welt angehört, „die empirische Welt prinzipiiert“. In der Entwicklung der Natur, die in der Erzeugung des Geistes gipfelt, ist die ideale Welt präsent, wobei diese tragender Grund bleibt. Und insofern Natur an dieser Struktur partizipiert, ist sie selbst etwas Werthaftes, wobei das Werthafte in dem Wesen, das alleine die Wertfrage zu stellen vermag, dem bloß organisch Werthaften stets überlegen ist. Dies impliziert nach Hösle „nicht, dass der Erfüllung jeder Laune des Menschen alles Beliebige, was nur natürlich ist, zum Opfer gebracht werden darf. In einer Art etwa, dem Resultat eines Jahrmillionen währenden Selektionsprozesses, ist soviel Differenziertheit, soviel natürliche Weisheit geronnen, dass ihre Vernichtung nur dann moralisch sein kann, wenn sie etwa menschliches Leben bewahren hilft.“

#### Ethische Konsequenzen und Probleme der ökologischen Krise
Bei der ökologischen Krise handelt es sich nach Hösle um eine existenzgefährdende Krise, bei der es erstmals um das Ganze des Menschseins geht. Durch Plünderung der Natur und Ausrottung der Arten beraubt der Mensch die Welt in einem einzigartigen Ausmaß zahlreicher in tierischen und pflanzlichen Arten verwirklichter Werte.
Ausgangspunkt der ethischen Reflexion hierzu muss zwar die Person als moralisch autonomes Subjekt sein; zur konsistenten Begründung einer Umweltethik reicht das für Hösle jedoch nicht aus. In der ökologischen Krise geht es vielmehr um einen Gesamtzusammenhang zwischen Geist, Natur und Gesellschaft, durch welchen erst die notwendigen moralischen Regularien bereitgestellt werden können.

##### Die neuzeitliche Verschiebung des Wertebegriffs
Die Überlegenheit des Menschen über die Natur durch deren Nutzung für die eigenen Zwecke mittels Arbeit und moderner Technik erweist sich als dialektisch dadurch, dass sie zwar von der Natur „befreit“, die damit verbundene schnellere, extensivere und intensivere Bedürfnisbefriedigung aber zugleich den Menschen an sie selbst bindet, indem sie neue Bedürfnisse erzeugt, nämlich die „Metabedürfnisse“ nach einer bestimmten Weise „technisch vermittelter“ Bedürfnisbefriedigung. Entsprechend haben sich auch die ökonomischen Vorstellungen gewandelt, da die Ökonomie zu Beginn der Industrialisierung und im Laufe der industriellen Revolution noch als Teil einer umfassenden Sozialwissenschaft verstanden wurden, während sie sich heute durch eine ausschließlich quantitative Betrachtung aller Ergebnisse auszeichnet. Durch das Postulat der Wertfreiheit der Sozialwissenschaften und ihre Beschränkung auf eine rein beschreibende Darstellung sozial realisierter Wertsysteme konnten auch diese keinen Beitrag mehr zur Lösung der normativen Frage leisten, welches Wertsystem vernünftig und moralisch sei:

„Wie Marx sehr richtig gesehen hat, gewinnt im Kapitalismus der Tauschwert einer Ware die Oberhand über den Gebrauchswert – damit aber verliert die besondere Qualität der Ware ihre Bedeutung gegenüber dem quantitativ in Geld auszudrückenden Preis. Indem der Kapitalismus jeder Ware, jeder Dienstleistung die Geldform aufzwingt, setzt er das cartesische Programm der Verwandlung von Qualitäten in Quantitäten in der Sphäre der Wirtschaft fort.“

##### Die Problematik der Krisenbewältigung in der Moderne
Das eigentliche Problem der Ethik im Zeitalter der ökologischen Krise liegt für Hösle nicht vorrangig in der Begründung neuer Normen, sondern in ihrer Umsetzung. In vormodernen Gesellschaften waren die bestehenden Probleme auch lebensweltlich vertraut. „Die Pointe der modernen Technik ist aber, dass sie das Vorstellungsvermögen radikal übertrifft“. Sie hat die Möglichkeiten und Folgen des menschlichen Handelns in Raum und Zeit in einer Weise erweitert, die weltgeschichtlich einmalig ist. Angeborene moralische Instinkte helfen bei der Bewältigung dieses Problems nicht mehr weiter. Eine der Hauptursachen der ökologischen Krise besteht also darin, „dass wir erstens nicht wissen, was wir tun, und dass wir zweitens, wenn uns die Folgen mitgeteilt werden, über kein Antriebssystem verfügen, das eine Veränderung unseres Handelns bewirken könnte“.

#### Metaphysik der ökologischen Krise

##### Ursachen der ökologischen Krise
Hösle sieht den metaphysischen Grund der ökologischen Krise in der besonderen Struktur des menschlichen Geistes begründet. Wäre der Geist nur der Natur entgegengesetzt, könnte er sich durch deren Zerstörung unmöglich selbst in Gefahr bringen. Wäre er dagegen nur Teil der Natur, könnte er diese nicht in einem solchen Ausmaß gefährden. „Es ist diese Struktur, sich gegen das als ein Anderes zu wenden, was die eigene Grundlage ist, die uns einige Einsicht in das Wesen des Seins verspricht“.
Für Hösle beginnt die ökologische Krise mit der neuzeitlichen Vorstellung von Subjektivität. Diese führte zu einer Verdrängung eines Absoluten (Gott) und der Gewissensautonomie als letzter Legitimationsinstanz aus der Ethik, was den Willen zur vollständigen Beherrschung der Natur und eine Ideologisierung der Idee des Fortschritts zur Folge hatte. Aber erst die Abkoppelung der modernen Wissenschaft vom Programm, Vernunft auch in der Natur und Wirklichkeit zu finden, bringe den „Absolutismus“ der Technik hervor:

„Das Spezifische der modernen Technik seit dem 19. Jahrhundert scheint mir hingegen nur erklärbar zu sein, wenn man annimmt, dass seit dieser Zeit das Technische die Bindung an eine ganzheitliche Metaphysik ebenso abgestreift hat wie diejenige an die Ethik. Dies bedeutet keineswegs notwendig, dass die Technik unmoralischen Zwecken dienstbar gemacht wird; aber mit dem Niedergang der Wertrationalität im Ethos der abendländischen Kultur ebenso wie in den die öffentliche Diskussion dominierenden Philosophien wird die Frage ‚Was soll ich tun?‘ immer mehr zurückgedrängt durch die Frage ‚Was ist machbar?‘“

##### Metaphysische Lösung der ökologischen Krise
Eine Metaphysik der ökologischen Krise darf weder den Geist zu einer eigenen Substanz machen, noch die Natur oder ein alogisches Absolutes zum wahren Sein erheben. Für Hösle bleibt dann nur, dass man „das ideale Sein als eine eigene Seinssphäre annehmen muss“, analog dem objektiven Idealismus. Die logische und ideale Welt „prinzipiiert“ die reale, also die geistige und die natürliche. Das Verhältnis zwischen Natur und Geist ist ein dialektisches: der Geist ist Teil der Natur, doch geht er in der Natur nicht auf, sondern hebt im Erkennen das Auseinandersein der Natur auch auf. Er ist damit zur gleichen Zeit Teil der Natur und deren Negation.
Die Negation kann dabei in zweierlei Weise geschehen, als Erkennen und denkendes Begreifen genauso wie als reale Vernichtung, zu der der Mensch als Organismus in der Lage ist. Die letzte Form findet in der ökologischen Krise ihre Vollendung. Nur insofern der Geist selbst partiell Natur ist, kann er sich auch gegen die Natur wenden, und insofern der Mensch ein organisches Naturwesen ist, muss er dies bis zu einem gewissen Grad sogar tun. Die Aufhebung dieser Spannung muss eine in der ökologischen Krise überzeugende Ontologie und Ethik leisten.
Die „Geistlosigkeit“ der modernen Welt, die sich insbesondere in der hemmungslosen Bedürfnisbefriedigung zeigt, besteht für Hösle im fehlenden Rückbezug auf die Voraussetzungen der Subjektivität, nämlich auf die natürlichen und gesellschaftlichen Grundlagen sowie auf „ein ideales Ganzes“, das Absolute. Nur eine Philosophie, die Leben als kollektive Grundlage des Geistes und diesen als die Wahrheit des Lebens denkt, hat Aussichten, die ökologische Krise metaphysisch zu interpretieren. Notwendig ist eine scharfe Trennung zwischen Geist und neuzeitlicher Subjektivität, die der eigentliche Auslöser der Krise ist.

#### Politische Konsequenzen aus der ökologischen Krise
Als politische Konsequenz aus der ökologischen Krise
ergibt sich für Hösle die Verpflichtung zu einem effizienten Umgang mit knappen Ressourcen. Es müssten Rahmenbedingungen dafür geschaffen werden, dass die Verfolgung des Eigennutzes nicht nur zu mehr Effizienz führt, sondern zum Gemeinwohl beitragen kann. Hösle fordert in diesem Zusammenhang die Einführung einer ökologischen Steuerreform, durch die „Eigennutz und Moral wieder koinzidieren“ könnten.
Hauptaufgabe einer zeitgemäßen Wirtschaftsphilosophie wäre es weiterhin, eine über Marx und die klassische Nationalökonomie hinausgehende Werttheorie, insbesondere in der Verwendung der Natur in ökonomischen Prozessen, zu entwickeln. Aus der Pflicht zur Erhaltung künftiger Generationen ergeben sich für Hösle institutionelle Konsequenzen in der Staatsphilosophie, einschließlich des Vorantreibens einer neuen Moral durch den „großen Politiker“, der über Moralität und Sittlichkeit zugleich verfügen muss. Auch eine entsprechende Erziehung politischer und gesellschaftlicher Eliten scheint Hösle sinnvoll.
Auf die Rechtsphilosophie sieht Hösle ebenfalls große Veränderungen zukommen, da die Aufteilung der Rechtswelt in Sachen und Personen, als Fortsetzung des cartesischen Programms der res extensa und res cogitans, korrigiert werden muss. Insbesondere gehe es um die adäquate Berücksichtigung des ontologischen „Reichs des Organischen“, d. h. die Dignität des empfindenden Tieres.
Hösle fordert darüber hinaus eine Korrektur des Eigentumsbegriffs: Aus ökologischen Gründen dürfe Eigentum nicht mehr vom Besitz her (wie z. B. bei Hegel), sondern vom Gebrauch her (wie bei Fichte) definiert werden. So solle ausgeschlossen werden, dass die Bedingung der Möglichkeit des Überlebens der Menschheit von einem Einzelnen oder einem Kollektiv vernichtet werden darf. Der Eigentümer an lebenswichtigen regenerierbaren Ressourcen (Meer, tropischer Regenwald etc.) dürfe „nicht das Recht haben, diese zu vernichten – er kann nur ihre Früchte verwenden, darf aber das natürliche Kapital nicht antasten“. Dies schließt aber für Hösle nicht notwendig die „Verwandlung in öffentliches Eigentum“ ein.
Mit der ökologischen Krise wird für Hösle die Souveränität der Einzelstaaten fragwürdig, da diese
gerade der Ausdruck neuzeitlicher Weltherrschaft durch das Subjekt sind. Entscheidend ist die Einführung prozeduraler Mechanismen, die die Wahrung der Interessen aller von individuellen Entscheidungen und Handlungen Betroffener garantieren.

### Philosophiegeschichte
| Phase                                      | Griechische Klassik               | Hellenismus                  | Mittelalter          | Neuzeit                                          |
| ------------------------------------------ | --------------------------------- | ---------------------------- | -------------------- | ------------------------------------------------ |
| Thesis (Realismus)                         | Eleaten                           | Aristoteles                  | Thomas von Aquin     | Metaphysik (Descartes, Spinoza, Leibniz)         |
| Übergang (Empirismus)                      | Empedokles, Anaxagoras, Atomisten | Stoa, Kepos                  |                      | Empirismus                                       |
| Antithesis (Skeptizismus)                  | Sophistik                         | Skeptizismus                 | Nominalismus, Mystik | subjektiver Idealismus, Skeptizismus, Aufklärung |
| Übergang (Selbstaufhebung der Negativität) | Sokrates                          | Philon von Larisa, Antiochos |                      | Kritizismus, endliche Transzendentalphilosophie  |
| Synthesis (objektiver Idealismus)          | Platon                            | Neuplatonismus               | Nicolaus Cusanus     | absoluter Idealismus                             |

Nach einer Analyse der Philosophiegeschichtsschreibung, insbesondere des Zyklusgedankens bei Friedrich Ast und Franz Brentano und der Diltheyschen Typologie der Weltanschauung, entwickelte Vittorio Hösle ein eigenes zyklisches Schema der Philosophiegeschichte. Durch seine „um den Zyklengedanken bereicherte Modifikation von Hegels Philosophiegeschichtsphilosophie“ verbindet er den Gedanken des linearen Fortschritts mit der Idee der dialektischen Entwicklung, woraus sich die Form einer Spiralbewegung ergibt.
In der linearen Einteilung der historischen Epochen folgt Hösle im Wesentlichen der Gliederung Hegels: die griechische Klassik als Ausgangspunkt, gefolgt von der hellenistisch-römischen Zeit, Mittelalter und Neuzeit, die er als Epoche durch Hegel als abgeschlossen ansieht, zuletzt die Moderne. Jeder dieser Epochen außer der Moderne ordnet er eine dialektische (zyklische) Struktur aus These (Realismus), Antithese (Skeptizismus) und Synthese (objektiver Idealismus) zu. Diese erweitert er um zwei Zwischenstufen: Am Übergang zur Antithese steht der vom Nützlichkeitsgedanken geprägte Empirismus; der Übergang zur Synthese ist eine diesseitige Transzendentalphilosophie, die die Erkennbarkeit objektiver Ideen ablehnt (Ich weiß, dass ich nicht weiß) und die Transzendenz nur als „regulative Ideen“ (Kant) anerkennt.
Problematisch am Modell Hösles ist, dass eine reflexive Begründung seines Modells fehlt, es einzelne Phasen der Philosophiegeschichte wie die Spätantike und die Renaissance vernachlässigt und auch nicht offen für die Gleichzeitigkeit antithetischer Positionen, also eines thetischen Philosophen innerhalb einer antithetischen Epoche ist.

## Kritik an der Philosophie Hösles
Aus Sicht des kritischen Rationalismus und des Postmodernismus erscheint Hösles Festhalten an der Idee einer Letztbegründung, seine Option für die Möglichkeit, ja Notwendigkeit einer systematischen Philosophie auf der Grundlage einer rationalen Metaphysik angreifbar.
Weder sei der Glaube an notwendige Wahrheiten logisch zu rechtfertigen (Münchhausen-Trilemma), noch sei Hösles Idee einer philosophischen Einheit des Wissens angesichts der Bedingungen der Moderne zu realisieren. Uneingelöst sei bisher seine Metaphysik oder Prinzipientheorie, die ausgehend vom Letztbegründungsargument eine Theorie des Absoluten zu entfalten hätte, sowie die von ihm geforderte begründete Wertethik.
Nach der Gegenauffassung seien in der Auseinandersetzung mit Platon (Wahrheit und Geschichte) und mit Hegels objektivem Idealismus die Konturen einer solchen Prinzipientheorie Hösles zumindest angedeutet, auch wenn deren systematische Gesamtdarstellung bislang nicht in einem umfassenden Werk vorgelegt wurde.

## Werke
- Wahrheit und Geschichte. Studien zur Struktur der Philosophiegeschichte unter paradigmatischer Analyse der Entwicklung von Parmenides bis Platon. Stuttgart/ Bad Cannstatt 1984, ISBN 3-7728-0889-1.
- Hegels System. Der Idealismus der Subjektivität und das Problem der Intersubjektivität. 2., erw. Auflage. Hamburg 1998, ISBN 3-7873-0706-0.
- Die Rechtsphilosophie des Deutschen Idealismus (Hrsg.); in: Schriften zur Transzendentalphilosophie, Band 9, Hamburg 1989, ISBN 3-7873-0967-5.
- Die Krise der Gegenwart und die Verantwortung der Philosophie. Transzendentalpragmatik, Letztbegründung, Ethik. München 1990, ISBN 3-406-39274-1.
- Philosophie der ökologischen Krise. München 1991, ISBN 3-406-38368-8.
- Praktische Philosophie in der modernen Welt. München 1992, ISBN 3-406-34074-1.
- Philosophiegeschichte und objektiver Idealismus. München 1996, ISBN 3-406-39259-8.
- Moral und Politik. Grundlagen einer Politischen Ethik für das 21. Jahrhundert. München 1997, ISBN 3-406-42797-9 (bei Google-Books)
- Die Philosophie und die Wissenschaften. München 1999, ISBN 3-406-42109-1 (bei Google Books)
- Darwin (zus. mit Christian Illies), Freiburg/Basel/Wien 1999, ISBN 3-7661-6660-3.
- Woody Allen. Versuch über das Komische. München 2001, ISBN 3-423-34254-4.
- Das Café der toten Philosophen. Ein philosophischer Briefwechsel für Kinder und Erwachsene. (zus. mit Nora K.), 2. Aufl., München 2001, ISBN 3-406-47574-4.
- Philosophie und Öffentlichkeit. Würzburg 2003, ISBN 3-8260-2445-1.
- Platon interpretieren. Paderborn 2004, ISBN 3-506-71688-3.
- Der philosophische Dialog. München 2006, ISBN 3-406-54219-0.
- Vernunft an die Macht: Streitgespräch zwischen Boris Groys und Vittorio Hösle. Berlin/Wien 2011, ISBN 978-3-85132-653-6.
- Eine kurze Geschichte der deutschen Philosophie. Rückblick auf den deutschen Geist. München 2013, ISBN 978-3-406-64864-9.
- Kritik der verstehenden Vernunft: Eine Grundlegung der Geisteswissenschaften. München 2018, ISBN 978-3-406-72588-3.
- Globale Fliehkräfte. Eine geschichtsphilosophische Kartierung der Gegenwart. Freiburg/München 2019, ISBN 978-3-495-49111-9. Aktualisierte und erweiterte Neuausgabe ebd., 2021, ISBN 978-3-495-49207-9.
- Ovids Enzyklopädie der Liebe. Formen des Eros, Reihenfolge der Liebesgeschichten, Geschichtsphilosophie und metapoetische Dichtung in den "Metamorphosen". Heidelberg 2020, ISBN 978-3-8253-4722-2.
- Gott als Vernunft. Metzler, Berlin 2021, ISBN 978-36268-2-5.
- Goethe und Dickens als christliche Dichter (= Literatur & Philosophie, Bd. 3). Alber, Baden-Baden 2022, ISBN 978-3-495-49225-3.
- Mit dem Rücken zu Russland. Der Ukrainekrieg und die Fehler des Westens. Alber, Baden-Baden 2022, ISBN 978-3-495-99940-0.